# Château de Belagaio
Le château de Belagaio (en italien : Castello del Belagaio) est un château situé au nord-est du territoire de la commune de Roccastrada, dans la province de Grosseto en Toscane,.
Il se trouve à l'intérieur de la réserve naturelle de la Farma, qui s'étend entre les villes de Torniella et Casale di Pari.

## Histoire
Le complexe fortifié a été construit à l'époque médiévale comme possession de la famille Ardengheschi, qui contrôlait également d'autres localités de la partie nord de la vallée de l'Ombrone.
Au XIIIe siècle, le château passa sous le contrôle des Siennois et devint ensuite partie intégrante du territoire de la république de Sienne.
Au milieu du XVIe siècle, la structure du château et l'ensemble de la zone font partie du territoire administré par le grand-duché de Toscane.

## Description
Le château de Belagaio se présente comme un imposant ensemble fortifié, constitué du manoir de plan quadrangulaire, adossé à une tour crénelée.
Les éléments originaux de la période médiévale ne sont que partiellement conservés, en raison d'importantes rénovations réalisées surtout au XIXe siècle.
Attachée au château, à côté des bâtiments disposés latéralement par rapport à la structure du château, se trouve la chapelle de San Leonardo, construite à l'époque médiévale et restaurée à plusieurs reprises au cours des périodes ultérieures.
Il est dans la réserve naturelle de Belagaio.

## Galerie

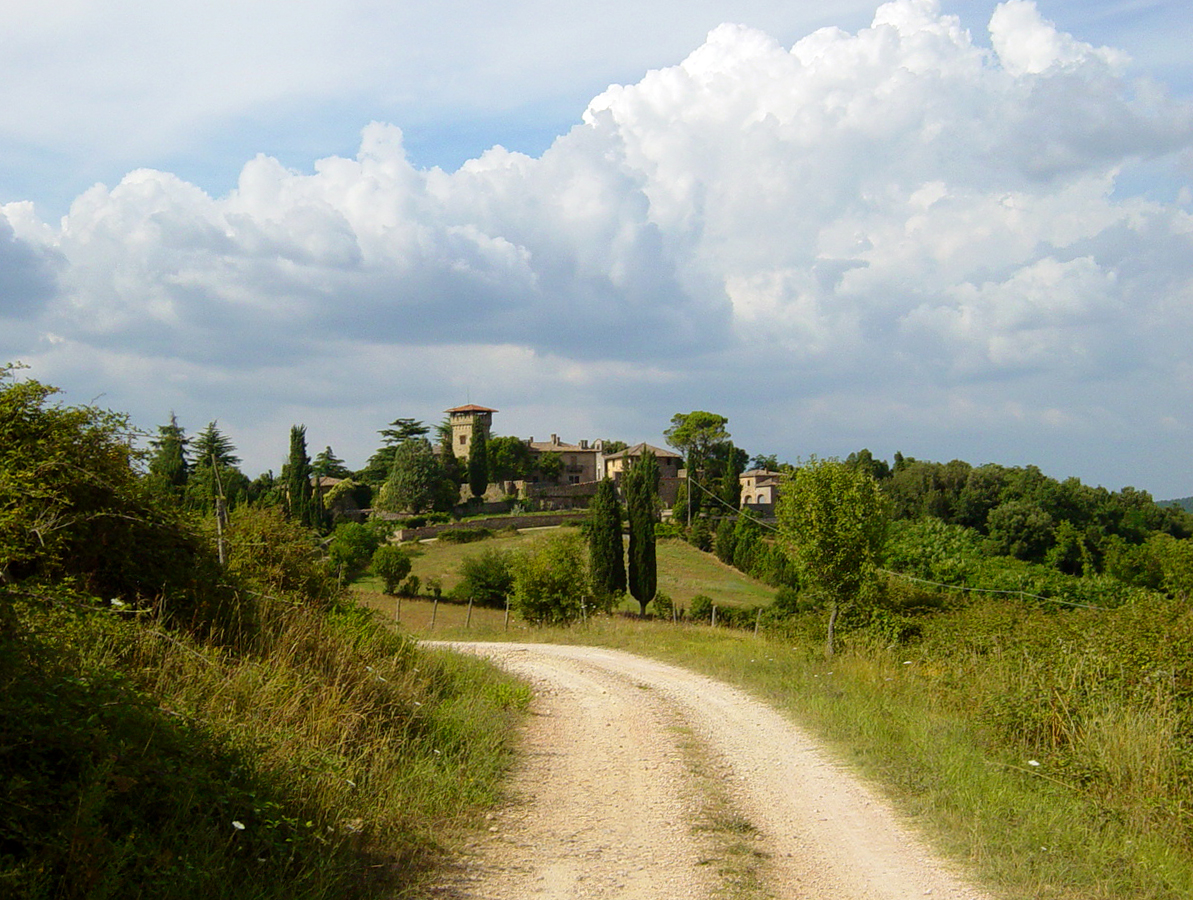
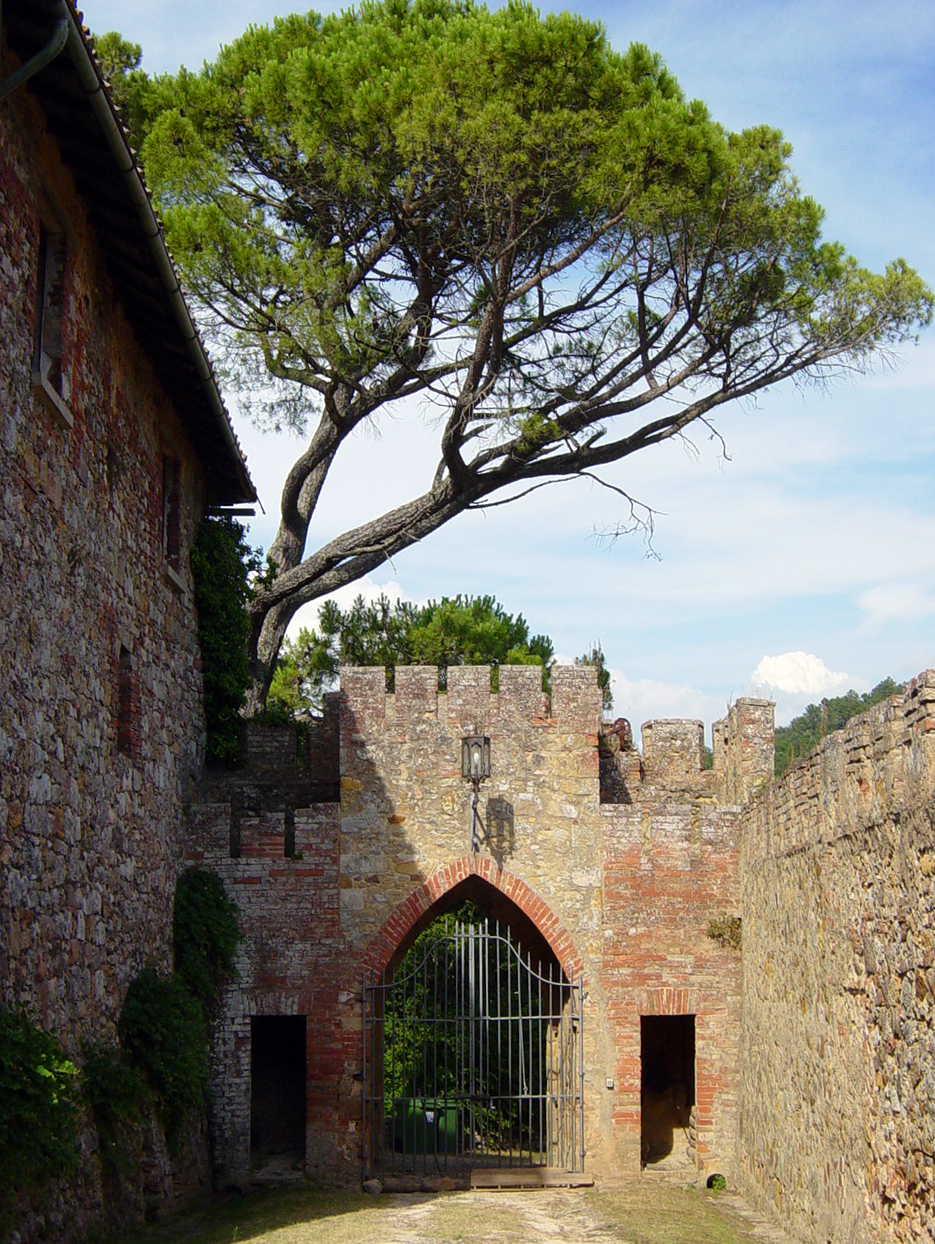